# 東京都国民健康保険団体連合会
東京都国民健康保険団体連合会（とうきょうとこくみんけんこうほけんだんたいれんごうかい）は、国民健康保険法第83条の規定に基づいて東京都の国民健康保険を取り扱う自治体と国民健康保険組合によって設立されている国民健康保険団体連合会である。理事長安藤立美。

## 沿革
- 1941年10月18日 - 旧国民健康保険法38条に基づき東京府国民健康保険組合聯合会設立
- 1948年11月27日 - 国民健康保険法第3次改正に基づき東京都国民健康保険組合連合会に改組・改称
- 1959年1月1日 - 新国民健康保険法第83条に基づき東京都国民健康保険組合連合会設立

## 加入団体
自治体
- 千代田区
- 中央区
- 港区
- 新宿区
- 文京区
- 台東区
- 墨田区
- 江東区
- 品川区
- 目黒区
- 大田区
- 世田谷区
- 渋谷区
- 中野区
- 杉並区
- 豊島区
- 北区
- 荒川区
- 板橋区
- 練馬区
- 足立区
- 葛飾区
- 江戸川区
- 青梅市
- 福生市
- あきる野市
- 羽村市
- 瑞穂町
- 日の出町
- 檜原村
- 奥多摩町
- 八王子市
- 町田市
- 日野市
- 多摩市
- 稲城市
- 立川市
- 武蔵野市
- 三鷹市
- 府中市
- 昭島市
- 調布市
- 小平市
- 東村山市
- 国分寺市
- 国立市
- 西東京市
- 狛江市
- 東大和市
- 清瀬市
- 東久留米市
- 武蔵村山市
- 大島町
- 利島村
- 新島村
- 神津島村
- 三宅村
- 御蔵島村
- 八丈町
- 青ヶ島村
- 小笠原村

国民健康保険組合
- 全国土木建築国民健康保険組合
- 東京理容国民健康保険組合
- 東京芸能人国民健康保険組合
- 文芸美術国民健康保険組合
- 東京料理飲食国民健康保険組合
- 東京技芸国民健康保険組合
- 東京食品販売国民健康保険組合
- 東京美容国民健康保険組合
- 東京自転車商国民健康保険組合
- 東京青果卸売国民健康保険組合
- 東京浴場国民健康保険組合
- 東京都弁護士国民健康保険組合
- 東京都薬剤師国民健康保険組合
- 東京都医師国民健康保険組合
- 全国左官タイル塗装業国民健康保険組合
- 東京建設職能国民健康保険組合
- 東京建設業国民健康保険組合
- 中央建設国民健康保険組合
- 東京土建国民健康保険組合
- 全国板金業国民健康保険組合
- 全国建設工事業国民健康保険組合